# Второ основно училище „Петко Рачов Славейков“
Второ основно училище „Петко Рачов Славейков“ е основно училище в Стара Загора. Открито през 1957 г., то носи името на българския поет Петко Славейков.

## Предистория
- 1863 – В Стара Загора е открито първото класно девическо училище, чийто наследник се счита настоящата Природоматематическа гимназия „Гео Милев“.[2][3][4]
- 1881 – Прераства в Областна девическа гимназия с директор Анастасия Тошева. По същото време е обявен търг за строеж на училищна сграда в Стара Загора. Търгът е спечелен от гръцкия педприемач Михалос.
- 1882 (16 септември) – Областната девическа гимназия се настанява тържествено в построената за нея сграда на ул. „Ген. Столетов“ №111 (сградата, в която 72 години по-късно ще бъде основано Второ основно училище „Петко Рачов Славейков“). Сградата се състои от 24 класни стаи на 3 етажа.
- 1885 (17 октомври) – Областната девическа гимназия е преименувана в Старозагорска девическа гимназия.
- 1892 – Гимназията се преименува в Марийнска Старозагорска девическа гимназия.
- 1904/1905 – В сградата се помещава Държавно девическо педагогическо училище.
- 1915 – Училището носи името Народна смесена прогимназия „Петко Р. Славейков“.
- 1930/1931 – Обособява се Втора народна смесена прогимназия „Петко Р. Славейков“.
- 1933 – Помещава се Старозагорска държавна девическа гимназия.
- 1934/1935 – Гимназията се слива с Мъжка държавна гимназия „Иван Вазов“.
- 1936 (15 септември) – Отново се преобразува в Девическа гимназия.
- 1937 – Държавната девическа гимназия приема името „Мария-Луиза“.
- 1944/1947 – Народна девическа гимназия.
- 1947 – Народната девическа гимназия приема името „Гео Милев“.
- 1949/1950 – Обособява се Второ народно основно училище „П. Р. Славейков“.
- 1950 (1 август) – Училището става Базова прогимназия към Учителски институт.

За периода 1863 – 1956 г., в който сградата се помещава от различни институции, директори са:
| Директор           | Период      |
| ------------------ | ----------- |
| Анастасия Тошева   | 1881 – 1892 |
| Атанас Илиев       | 1892 – 1902 |
| Д-р Христо Пиперов | 1902 – 1909 |
| Панайот Стойнов    | 1909 – 1910 |
| Атанас Кожухаров   | 1910 – 1912 |
| Иван Куюмджиев     | 1912 – 1914 |
| Коста Карапетров   | 1914 – 1915 |
| Бойчо Колев        | 1915 – 1918 |
| Христо Киселов     | 1918 – 1919 |
| Трифон Кинков      | 1919 – 1921 |
| Димчо Михайлов     | 1921 – 1923 |
| Благой Калейчев    | 1923 – 1924 |
| Станимир Стефанов  | 1924 – 1926 |
| Господин Андреев   | 1926 – 1927 |
| Илия Димитров      | 1927 – 1931 |
| Стефан Минков      | 1931 – 1944 |
| Слави Георгиев     | 1944 – 1949 |
| Никола Гарвалов    | 1949 – 1953 |
| Минка Тодорова     | 1953 – 1956 |

## Второ основно училище

### Основаване
- 1957 (15 септември) – Базовата прогимназия се трансформира във Второ основно училище „Петко Рачов Славейков“.[3][4]
- 1965 – Пристроено е ново крило на североизточната част на основната сграда на 3 етажа с 9 класни стаи, 2 хранилища и коридори. На южната стена на новото крило е направено сграфито (декоративно пано) по мотив от „Изворът на Белоногата“, дело на проф. Никола Хаджитанев.
- 1989 (21 ноември) – Сградата е обявена за архитектурен паметник на културата с протокол №34 от 21 ноември 1989 г. на АК при ЕС и НИПК.

### Учебно-възпитателна дейност
Днес, Второ основно училище „Петко Рачов Славейков“ – Стара Загора отговаря на съвременните потребности за модерно и иновативно училище. Високият професионализъм на педагогическите специалисти, съвременните форми и методи за работа, обновената материална база и позитивната атмосфера го правят едно от най-предпочитаните в града.

Училището е включено в мрежата на иновативните училища с Решение №391 от 17 юли 2017 г. на Министерски съвет. Същата година училището получава Отличие в категорията основни училища от Асоциацията на Кеймбридж училищата в България.

Възпитаници на училището са редовни призьори на олимпиади и национални конкурси.

По случай 60-годишнината от основаването на училището през 2017 г. са реализирани редица инициативи, сред които концерт в Държавната опера и издаване на юбилейната книга „Като Второ няма второ“.
Прием към 15 септември на съответната година:

### Национално външно оценяване
Второ основно училище „Петко Р. Славейков“ е неизменно сред най-добрите три училища в област Стара Загора, според данни на МОН.
През учебната 2016/2017 г. елитното училище е на трето място в Старозагорски регион, според резултатите на НВО за 4. и за 7. клас. При завършване на начална степен на обучение учениците са на трето място със среден брой точки – 91,5 от 100 възможни по български език и литература, математика, човек и общество, човек и природа. Отново на трето място са седмокласниците – с 42,7 точки при представянето си на изпитите по български език и литература и математика. В рейтингова класация (учебната 2016/2017 г.), по данни на МОН, Второ основно училище „Петко Р. Славейков“ е на 2-ро място в Стара Загора и на 46-о място в България от общо 1778 училища.
В периода 2015 – 2020 г. в Област Стара Загора училището е сред първите три по успех по математика и сред първите четири по БЕЛ на НВО в 7. клас.

### Творчески формации
Към училището са сформирани детска вокална формация „Славѐйчета“, детска театрална школа „Везни“, студио „Словесно-изпълнителско изкуство“, ИТ клуб „Изкуства“ и клуб „Седмото изкуство“. Разнообразни формации са реализирани по проектите „УСПЕХ“, „Твоят час“, „Занимания по интереси“ и „Образование за утрешния ден“. От 2005 г. учениците списват училищен вестник „Искрици“.

### Проекти
Ученици и учители активно участват в проекти и Национални програми на МОН („Твоят час“, „Еразъм“, „Енвижън"), както и съвместно с Училищното настоятелство („Европа директно“, „Център за кариерно развитие“, „Родители новатори“ и др.).

През 2018 г. с „Бяла лястовица“ на „Господари на ефира“ бяха отличени III „в“ клас и класния им ръководител г-жа Соня Рачева, за написването на книгата с пътеписи „България живее в мен“.

Традиционни инициативи са благотворителните пролетни концерти и базари, както и патронния празник „Славейкови дни“ (отбелязван в седмицата през ноември, в която се чества рождението на поета Петко Славейков).

### Национален конкурс
Националният конкурс „Ще обичам аз от сърце таз земя и тоз народ!“, организиран от Второ ОУ, е включен в Националния календар на МОН за изяви по интереси на децата и учениците от учебната 2019/2020 г.

### Спорт
Учениците заемат призови места на регионалните Ученически игри по футбол, баскетбол, волейбол, лека атлетика, бадминтон, тенис на маса и шахмат.

### Директори
Към 2020/2021 учебна година, директор на Второ основно училище „Петко Рачов Славейков“ – Стара Загора е г-жа Милена Желязкова.
През годините директори на училището са били:
| Директор           | Период      |
| ------------------ | ----------- |
| Златка Капсамунова | 1956 – 1960 |
| Eкатерина Маркова  | 1960 – 1964 |
| Елка Манасиева     | 1964 – 1969 |
| Цветана Балева     | 1969 – 1970 |
| Надежда Дечева     | 1970 – 1986 |
| Пенка Ялъмова      | 1986 – 1992 |
| Веска Славчева     | 1992 – 1993 |
| Атанас Баджаков    | 1993 – 2004 |
| Росица Джиновска   | 2004 – 2008 |
| Атанас Баджаков    | 2008 – 2009 |
| Милена Желязкова   | 2009 –      |

## Материално-техническа база
Макар да е паметник на културата, като една от първите обществени сгради, отворила врати след Освобождението, днес сградата на Второ основно училище „Петко Р. Славейков“ – Стара Загора е със съвременен интериор.
Училището разполага с обновен кабинет по изобразително изкуство, модерна актова многофункционална зала, два нови компютърни кабинета и съвременно оборудвани класни стаи.
В началото на месец май 2019 г. в училището е реализирана виртуална разходка от 360° панорамни изображения, създадени с Google Карти технология и достъпни в Google Street View.

### Първата училищна библиотека в Стара Загора
1883 г. се полага началото на учителска и ученическа библиотека в Девическата гимназия в Стара Загора (днешната сграда на Второ ОУ). Библиотеката на Второ ОУ „Петко Р. Славейков“ е първата училищна библиотека в Стара Загора. Основана е на 18 септември 1915 г. на заседание на Учителския съвет при Втора старозагорска девическа гимназия. Фондът на библиотеката в наши дни надхвърля 15 000 тома.

## Известни личности, завършили Второ ОУ
- Александър Генов – художник
- Анна Томова-Синтова – оперна певица
- Антон Радев – оперен певец
- арх. Петър Киряков – архитект
- Венелин Петков – журналист
- Владимир Шишков – многократен национален и балкански шампион по бадминтон
- Даниела Телбизова-Янчева – зам. председател на Окръжния съд – стара Загора
- Доц. д-р Ваня Узунова – хирург
- Д-р Кирил Добрев – заместник-министър на здравеопазването
- Д-р Румен Духлев – учен и главен редактор на издателство „Елсървър“
- Иван Динев-Устата – шоумен
- Илия Дишев – икономист
- Максим Добрев – журналист
- Михаил Берберов – поет
- Надя Станчева – художник
- Пламен Кирилов – художник
- проф. Енчо Герганов – психолингвист
- проф. Нели Огнянова – правист и общественик
- Рашко Стойков – поет
- Снежана Сливкова – председател на Сдружението на каменарите в България
- Станимир Гъмов – актьор
- Станимир Стоянов – издател на вестник „Национална бизнес поща“, създател на Международната академия за високи постижения „Сър Исак Нютон“
- Христо Танев – художник, автор на герба и знамето на Стара Загора

## Награди за високи постижения в областта на образованието

### Награда „Стара Загора“
- 2021 – на педагогическия колектив на Второ основно училище „Петко Славейков“ – за постигнати високи резултати в учебно-възпитателната и извънкласната дейност[28]

### Почетно отличие „Неофит Рилски“
- 2018 – Милена Желязкова[29]
- 2017 – Милена Желязкова[30]
- 2016 – Таня Конарска[31]
- 2015 – Соня Рачева[32]
- 2014 – Елисавета Граматикова[33]
- 2013 – Дора Хайгърова
- 2000 – Мария Темникова

### „Учител на годината“ на СБУ
- 2002 – Соня Рачева[34]
- 2000 – Мария Темникова[35]

### „Директор на годината“ на СБУ
- 2020 – Милена Желязкова[36]
- 2018 – Милена Желязкова[37]

### Награда „Анастасия Тошева“
- 2015 – Плакет на Михаил Михов (IV клас)
- 2015 – Плакет на Педагогическия колектив на Второ ОУ[38]
- 2012 – Награда на Ивайло Панайотов (VI клас)
- 2010 – Диплом на учениците Леда Драгиева, Николай Генов и Теодор Филипов
- 2010 – Плакет на Златка Шабаркова – начален учител във Второ ОУ
- 2008 – Плакет на Бистра Турлакова – учител в прогимназиален етап на Второ ОУ
- 2008 – Плакет за Педагогическия колектив на начално и основно училище
- 2006 – Грамота на Училищното настоятелство към Второ ОУ
- 1985 – Плакет на Педагогическия колектив на Второ ОУ „Петко Рачов Славейков“ – Стара Загора[39]

### Награда „Митрополит Методий Кусев“
- 2020 – Милена Желязкова[40]

### Орден „Св. св. Кирил и Методий“
- 1984 – Дора Граматикова (II степен)[41]
- Енчо Маринов
- Златко Иванов
- Калинка Иванова
- Надежда Дечева
- Радка Върбанова
- Слави Славов
- Тодорка Граматикова